# أدريانا مونتي
أدريانا مونتي (بالإيطالية: Adriana Monti)‏ هي كاتبة سيناريو ومخرجة إيطالية، ولدت في 1951 في ميلانو في إيطاليا.

## وصلات خارجية
- أدريانا مونتي على موقع IMDb (الإنجليزية)